# Sportschule Hennef

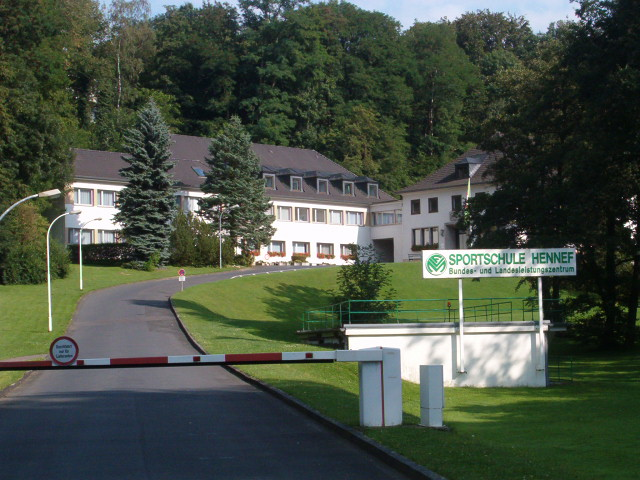
Sportschule Hennef

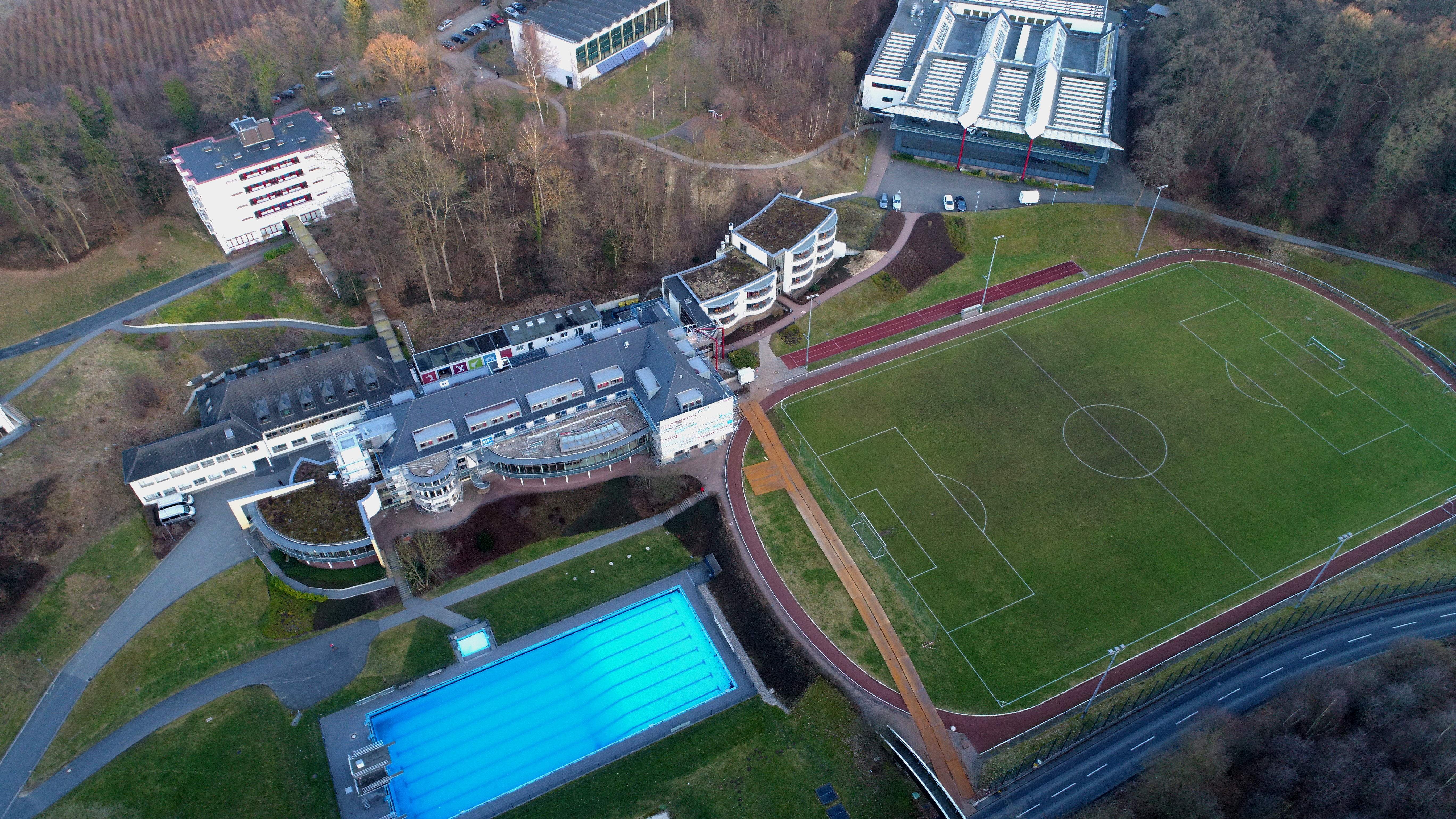
Sportschule Hennef, Luftaufnahme (2017)

Die Sportschule Hennef ist eine Fußballschule in Trägerschaft des Fußball-Verbands Mittelrhein in Hennef (Sieg), der hier seit dem 1. Januar 2012 auch seinen Sitz hat. Daneben ist die Sportschule Bundesleistungszentrum für die Sportarten Boxen und Ringen sowie Landesleistungszentrum für Gewichtheben und Judo. Seit dem Sommer 2011 hatte die Hennes-Weisweiler-Akademie ihren Sitz in der Sportschule. Sie führte dort seit Juni 2011 die Fußballlehrer-Lehrgänge 54–67 durch. Seit 2022 finden diese in der DFB-Akademie in Frankfurt am Main statt.

## Gründung
Die Gründung der Sportschule erfolgte auf Initiative des Fußballverbands Mittelrhein mit Unterstützung des Hennefer Zahnarztes Karl Jacobi und von 688 Vereinen, die sogenannte Opferspiele veranstalteten. Die Grundsteinlegung der Sportschule erfolgte am 1. Oktober 1949, am 10. September 1950 wurde sie eröffnet. Das Gelände von 50.000 m² wurde von der Gemeinde Hennef geschenkt.

## Ausstattung
1957 erhielt die Sportschule Europas ersten Kunstrasen. Ursprünglich verfügte die Sportschule über 135 Betten, von denen im Durchschnitt 125 belegt waren. Nach einer umfassenden Modernisierung mit Gesamtkosten von 6,8 Millionen Euro anlässlich der Fußball-Weltmeisterschaft 2006 verfügt die Sportschule über drei Rasenplätze, einen Kunstrasenplatz, eine Kunstrasenhalle, zwei Mehrzweckhallen, jeweils eine Spezialhalle für die Sportarten Judo, Boxen, Ringen und Gewichtheben, einen Kraftraum, ein Freibad mit 50-Meter-Bahnen und Sprungturm sowie ein Hallenbad mit 25-Meter-Bahnen. Die Sportschule verfügt über 114 Zimmer und 212 Betten in drei unterschiedlichen Zimmerkategorien, 13 Seminarräume und eine Aula.

## Besucher
Neben vielen bekannten deutschen Sportlern wie Uwe Seeler, Franz Beckenbauer und Eberhard Gienger waren hier auch schon die Fußballnationalmannschaften von Katar und Argentinien zur Vorbereitung als Gast. Pro Jahr hat die Sportschule rund 55.000 Gäste.